# Manicla

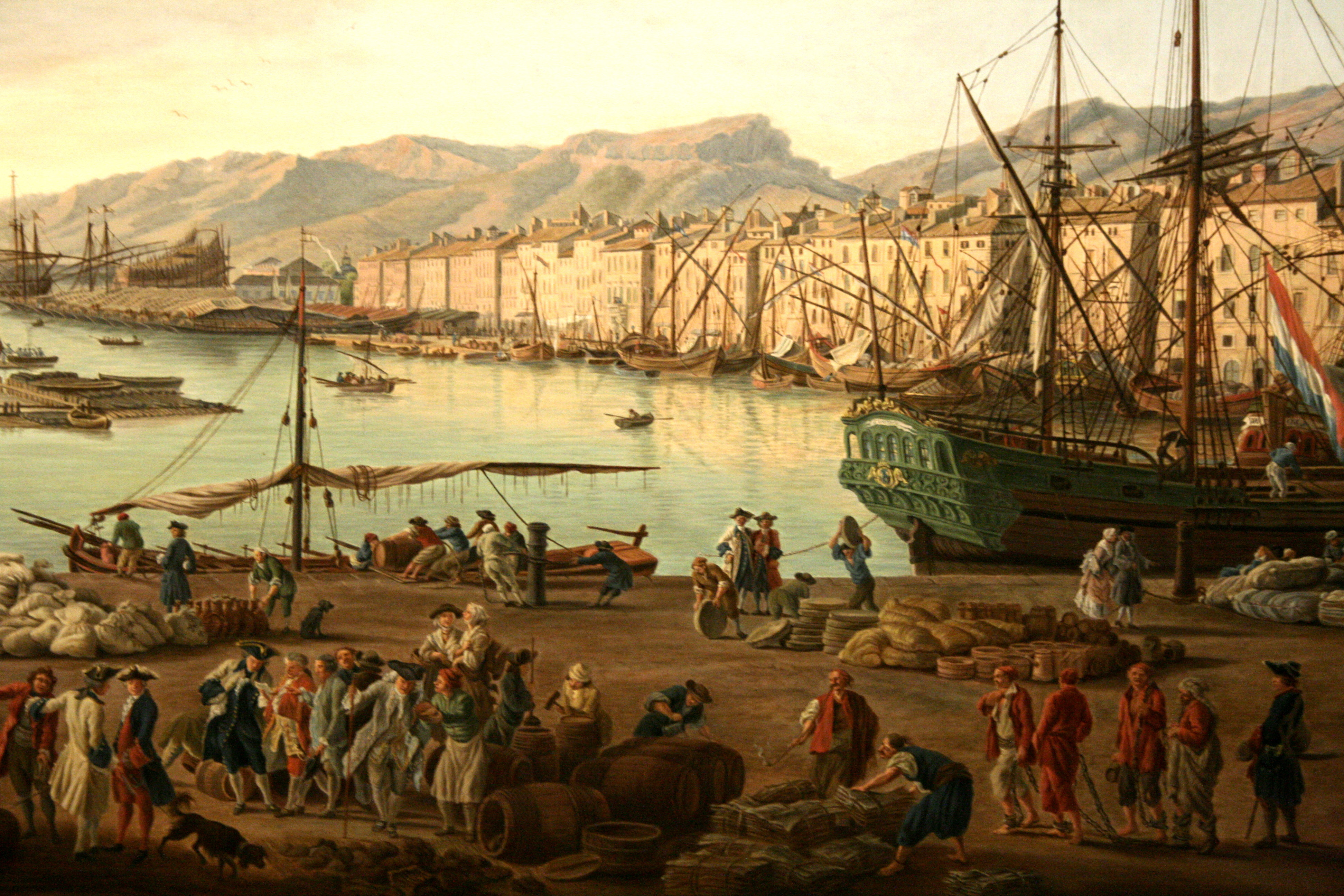
Tolón, en tiempos de Manicla

Manicla o Lo Grolier Bel-Esprit  o Suseta e Tribòrd (según la norma clásica ; Maniclo o Lou Groulié Bèl-Esprit o Suzeto et Tribord en grafía mistraliana) es una comedia en occitano del siglo XVIII del escritor provençal Estève Pelabon.

## Historia y crítica
Fue estrenada en Tolón en 1789 y editada por primera vez el año siguiente. Según estudiosos occitanos como Chrisrtian Anatole y Robert Lafont, en historia de la literatura occitana, o René Merle, en su antología de la literatura del departamento del Var la edición de 1790 llegó al número de 12 000 ejemplares.
Manicla está escrita en alejandrino interrumpidos por canciones ; en la edición de 1901, el escritor provenzal de lengua occitana, el premio Nobel Frederic Mistral, pidió que se incluyeran las partituras de esas arias. Acerca de Manicla, escribió también : 
 [...] Disculpame, amigo Roumiéu : si te hablo con emoción y ampliamente de esta obra, que, por cierto, es poca cosa y no carece de defectos, pero, más de veinte veces, durante mi infancia, sobre el regazo de mi madre, la he vista representada, en invierno; por la gente de mi lugar; y, hablando sin respeto, ninguna comedia ni tragedia del repertorio de París dejó dentro de mi corazón semejante impresión. A propósito de París, debo decirta antes de acabar, que no hace mucho de ello, en 1855, una compañía de Marsella interpretó Lo Groulier Bèl Esprit, en el teatro del Palais Royal. Me agrada pensar que los compatriotas que tenemos allá tuvieron la buena idea de ir a verla y de aplaudir.

## Personajes
- Manicla : zapatero (cuyo apellido se refiere al guante con el cual se protegían las manos los artesanos).
- Suseta : hija de Manicla y novia de Tribòrd.
- Trotoir : mercader afortunado y viejo amigo de Manicla que viene a pedir la mano de Suseta.
- Marròta : criada y confidente de Suseta.

## Sinopsis
Manicla , un zapatero de Tulón, tiene prometió la mano de su hija Suseta a su hijo adoptivo Tribòr. Ambos se quieren, crecieron juntos y además la difunta madre de Suseta había dado su beneplácito. Todos se comprometieron para celebrar la boda cuándo Tribòrd vuelva de viaje. El problema es que mientras tanto Maniclo ha sido elegido Síndico de su corporación y un comerciante le viene a pedir la mano de Suseta. Considerando su progreso social, Manicla prefiere casar a su hijo con el mercader y decide hacerle creer que murió Tribòrd. Por suerte Tribòrd volverá, logrará intimidar a Trotroir y a cuidar la suceptibilidad de Manicla.

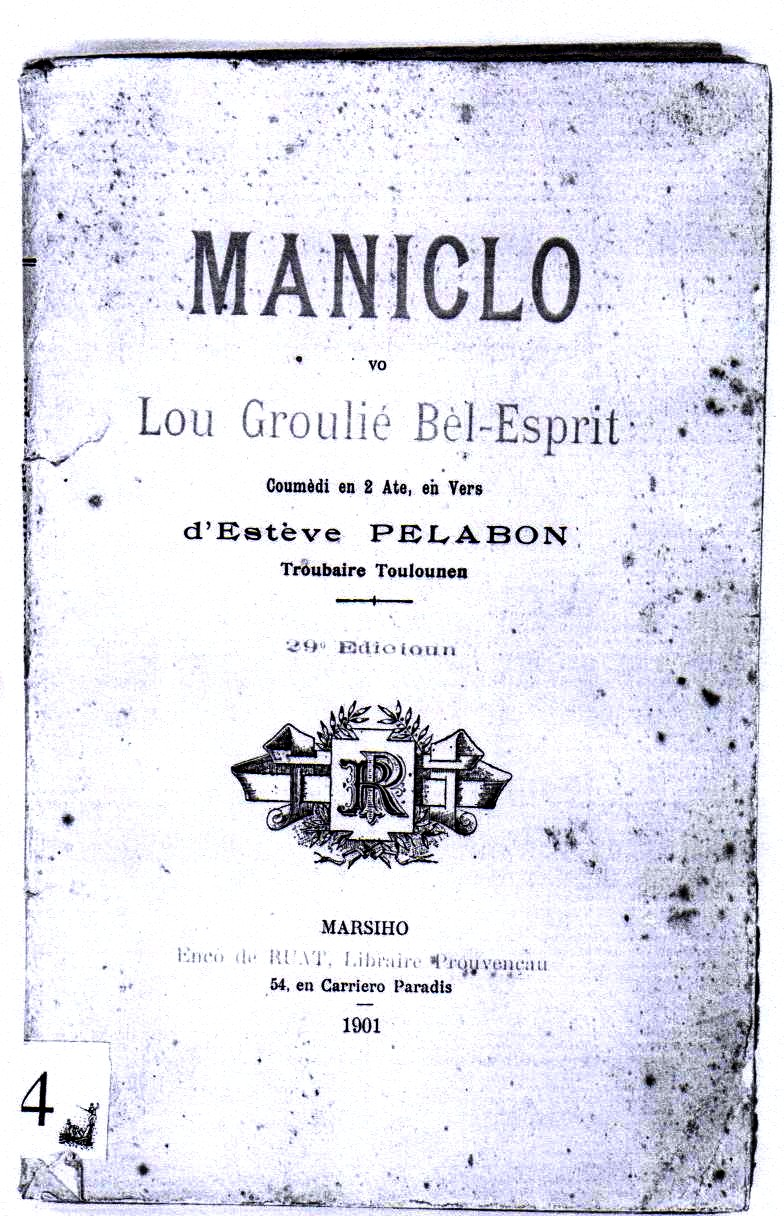
Edición de 1901

## Extracto
Acto IIndo, esceno V ; Suseta se lamenta :
E! ben, que ne'n diriatz d’aquèu vièlh cascavèu,

Me voliá far la cort emé son laid musèu.

Aquò s’esposaviatz un òme d’aquel atge !

Faudriá dins quatre jorns li faire de potatge,

Li ben caufar lo liech quand se vorriá cochar,

E, puei, tota la nuech l’entendre tossejar.

En l’esposant, faudriá li servir de chambrièra...

Ah! s’èra per Tribòrd sariáu pas la darrièra...

Èra encara pichon quand perdèt sei parents :

Nautrei n’agueriam sonh ; eriam totjorn ensems.

Pensatz ren qu’a jugar quand siatz dins lo bas atge ;

E d’abòrd que siatz grand sonjatz lèu au mariatge.

Mai, mon paire, tanben, emé tot son savoir'

Me chausís un marit que n’es la mitat mòrt,

Qu’a pas mai de vigor qu’una pola banhada.

Se voliá me forçar, sariáu ben agantada.

Se vòu ren escotar, puslèu de consentir,

Avans de l’esposar m’aimariáu mielhs morir

Pues, qué diríanme de aquel insensato, / Que cortejarme quería con su morro feo. / Casarse con un hombre de semejante edad ! / Tredría, en plazo de cuatro días, potaje traerle, / Bien caletarle la cama cuando yacer querría, / Y, luego, toda la noche, escucharlo toser. / Al casarme con él, tendría que servile de criada ... / A ! Si por fuera Tribòrd no fuera yo la última... / Era todavía pequeño cuando perdió a sus padres : / Nosotros tuvimos cura de él ; siempre juntos andábamos ; / Pero, mi padre, también, con su "sabiduría" / Me escoge un esposo medio muerto, / Que no tiene más vigor que una gallina bañada . / Si quisiéreme obligar, estaría bien atrapada. / Si no quiere escuchar, mejor que consetir, / Antes de desposarmecon él me agradaría mejor el morir)

## Partituras

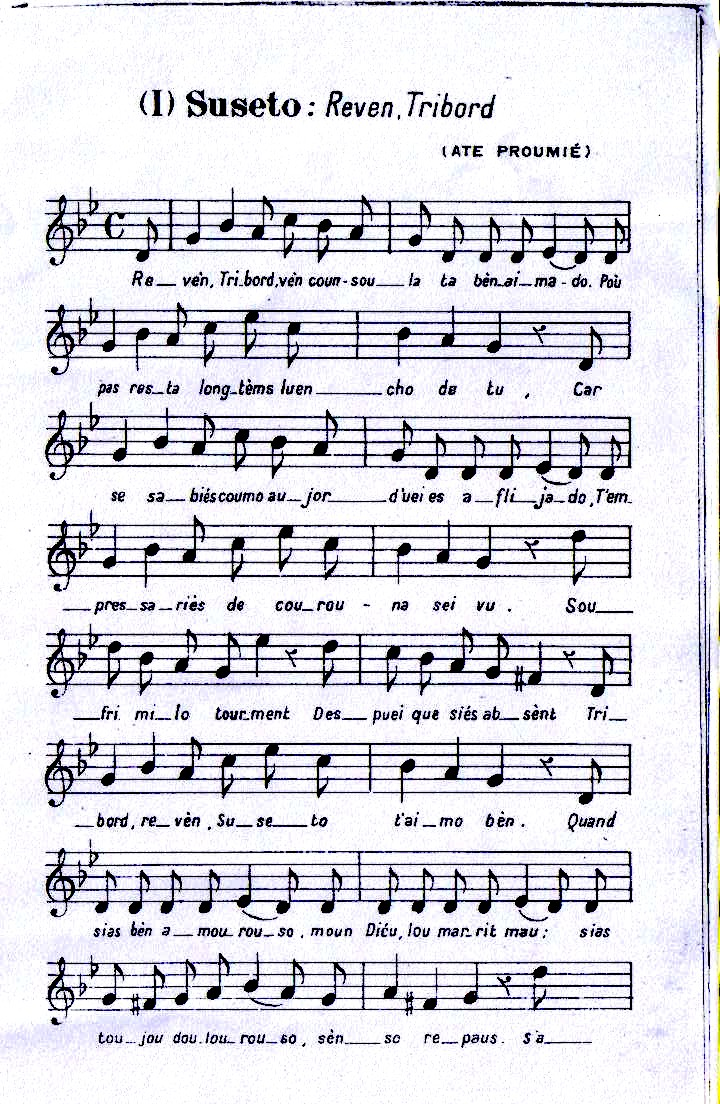
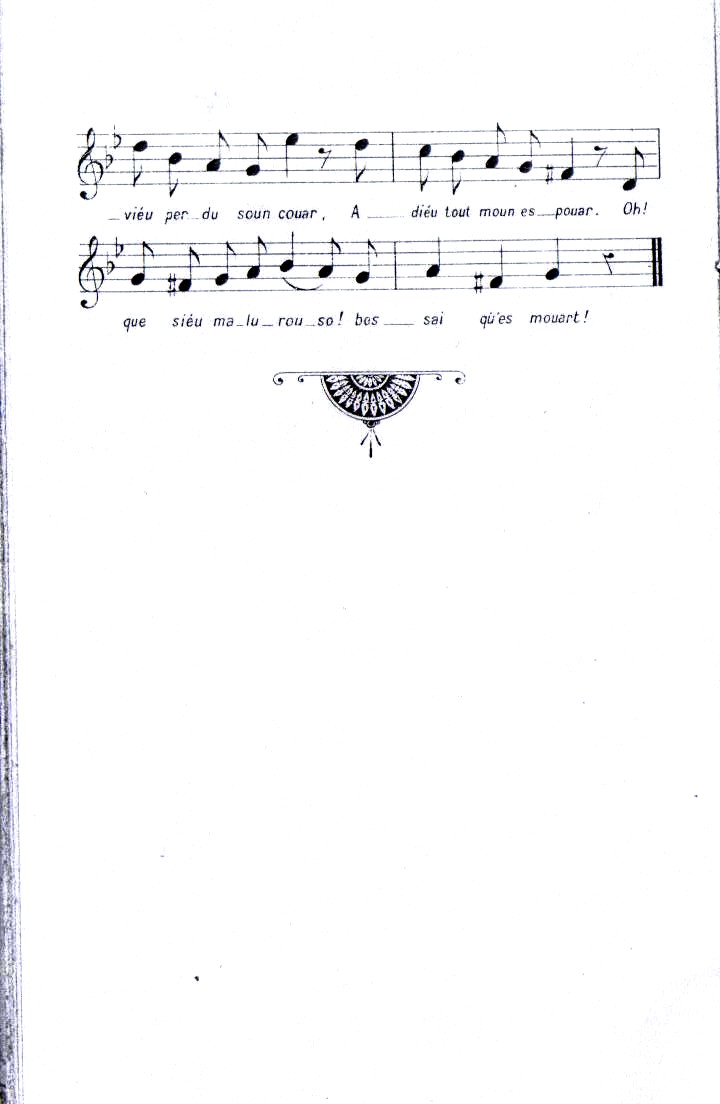
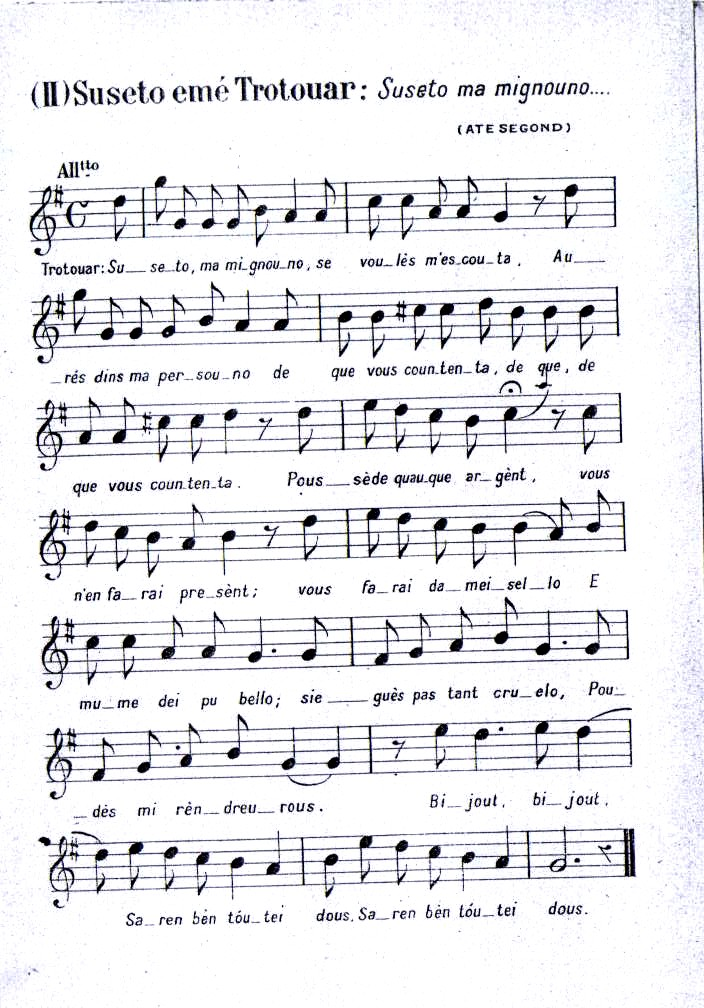
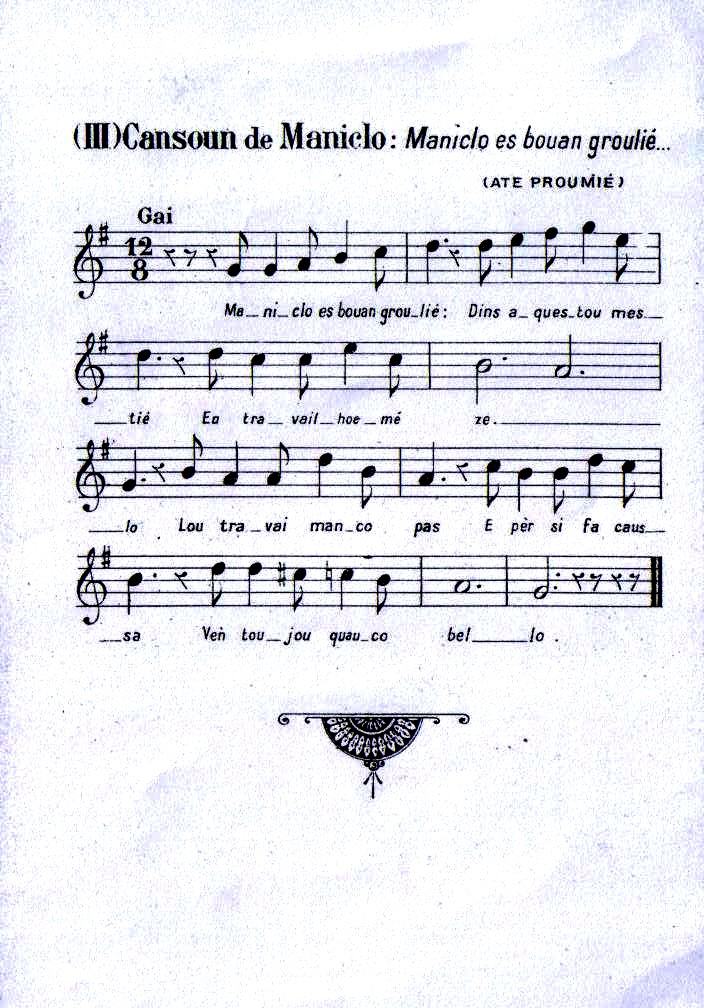
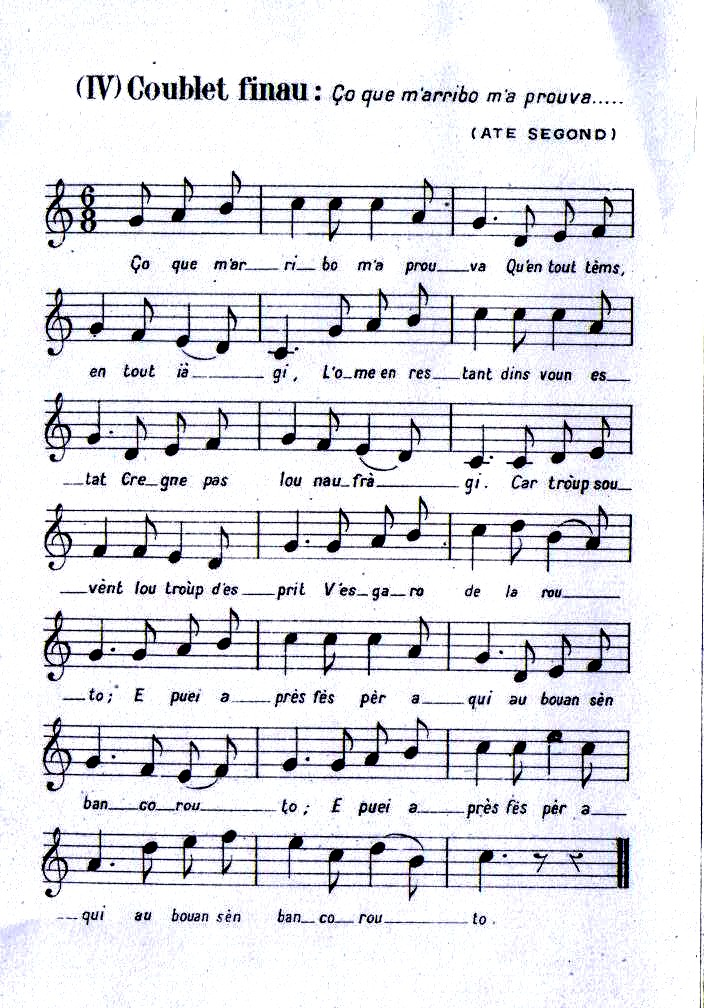